# オトノケ
「オトノケ」は、日本のヒップホップ・ユニットであるCreepy Nutsの楽曲。R-指定が作詞、DJ松永が作曲を担当し、2024年10月4日に配信限定シングルとしてリリースされた。楽曲はテレビアニメ『ダンダダン』第1期のオープニングテーマとして制作された。Billboard Japan Hot 100では最高1位、Billboard Global 200では最高37位を記録した。「クランチロール・アニメアワード 2025」では最優秀オープニング賞と最優秀アニソン賞を受賞した。

## 制作とリリース
2024年6月23日、龍幸伸の漫画を原作とするテレビアニメ『ダンダダン』のオープニングテーマがCreepy Nutsの「オトノケ」であることが発表された。「オトノケ」というタイトルは2ちゃんねるのスレッド「死ぬ程洒落にならない怖い話を集めてみない？」発祥の妖怪である「ヤマノケ」に由来している。R-指定がアカペラで収録したラップにDJ松永がトラックをつけるという手法で制作された。"ダンダダン"というワードから言語と韻によって生まれたリズムが先行したという。DJ松永は、「オトノケ」が「まだこの世にないと思える音楽を作れた」という実感を得られた楽曲であると話している。
制作自体は既にリリースされていた楽曲「Bling-Bang-Bang-Born」と同時期に行なっていたという。
8月20日に「オトノケ」を使用した『ダンダダン』第3弾PVが公開された。10月4日に配信限定シングルがリリースされ、12月11日にCDシングルが期間生産限定盤としてリリースされた。CDシングルには「オトノケ」のミュージック・ビデオ、『ダンダダン』のノンクレジットオープニングムービー、『ダンダダン』とのコラボレーション・ミュージック・ビデオを収めたBlu-rayが付属している。
「オトノケ」がリリースされた約1か月後、アメリカのネット掲示板Redditのユーザーが「オトノケ」にアメリカの歌手、ビリー・マレイの楽曲 "I've Been Floating Down the Old Green River" の一部をサンプリングした痕跡があることを発見した。

## ミュージック・ビデオ
ミュージック・ビデオは2024年10月17日にYouTubeで公開された。映像クリエーターのMasaki Watanabeが担当した映像には、Creepy Nutsの2人の全身を3Dスキャンして制作されたフェナキストスコープなどで、楽曲の「ダークな雰囲気」が表現されている。10月31日には『ダンダダン』の映像を用いたコラボレーション・ミュージック・ビデオが公開された。

## ライブ・パフォーマンス
2024年10月5日、Creepy Nutsは『Venue101』（NHK総合）に出演し、「オトノケ」を音楽番組で初めて披露した。同年12月30日の第66回日本レコード大賞では「Bling-Bang-Bang-Born」とともに披露された。

## 評価
『Anime News Network』のケイトリン・ムーアは「2024年のベストアニメソング」に「オトノケ」を選出し、「アニメの多種多様な側面を全て表現している」と称賛した。『Polygon』のトゥーサン・イーガンは、「2024年のアニメオープニング6選」で「オトノケ」を選出した。ABEMAが発表した「日本アニメトレンド大賞2024」ではオープニングアニメーション賞を受賞した。「令和6年アニソン大賞」では作品賞にノミネートされた。「クランチロール・アニメアワード 2025」では最優秀オープニング賞と最優秀アニソン賞を受賞した。

## チャート
| チャート（2024年）                      | 最高順位 |
| --------------------------------------- | -------- |
| Global 200 (Billboard)                  | 37       |
| 日本 (Japan Hot 100)                    | 1        |
| Japan Hot Animation (Billboard JAPAN)   | 1        |
| 日本 (オリコン)                         | 19       |
| 日本 合算シングル (オリコン)            | 2        |
| 日本 アニメシングル (オリコン)          | 7        |
| New Zealand Hot Singles (RMNZ)          | 4        |
| US Bubbling Under Hot 100 (Billboard)   | 22       |
| US World Digital Song Sales (Billboard) | 1        |

| チャート（2024年） | 順位 |
| ------------------ | ---- |
| 日本 (オリコン)    | 32   |

| チャート（2024年）                    | 順位 |
| ------------------------------------- | ---- |
| 日本 (Japan Hot 100)                  | 92   |
| Japan Hot Animation (Billboard JAPAN) | 19   |

## 認定
| 国/地域                                             | 認定     | 認定/売上数 |
| --------------------------------------------------- | -------- | ----------- |
| 日本 (RIAJ)                                         | Gold     | 100,000*    |
| ストリーミング                                      |          |             |
| 日本 (RIAJ)                                         | Platinum | 100,000,000 |
| * 認定のみに基づく売上数 · 認定のみに基づく再生回数 |          |             |